# حسن أبو الأشبال
حسن أمين المندوه يوسف الزهيرى (4 فبراير 1957-) والمُكنى بأبو الأشبال محام وكاتب وداعية إسلامي مصري.

## حياته
ولد في ميت سويد، دكرنس الدقهلية، وتحصل على ليسانس حقوق سنة 1980 م جامعة المنصورة بعدها على دبلوم دراسات عليا في الشريعة الإسلامية واللغة العربية كلية دار العلوم –جامعة القاهرة سنة 1994م. سنة 2000 تخرج بليسانس شريعة إسلامية جامعة الأزهر. وحاصل على عدة اجازات من شيوخ وعلماء الحديث والفقه والقراءات في بلاد الحجاز وتهامة والشام ومصر. تلقى العلم على يد المحدث محمد ناصر الدين الألباني بالأردن في الفترة ما بين 1979م حتى 1985م.
أسس "التيار السلفي العام" في الفترة التي تلت ثورة 25 يناير، وأيد ترشح حازم صلاح أبو إسماعيل في الانتخابات الرئاسية، وشارك في تظاهرة بمحيط وزارة الدفاع بالعباسية في 2012، وكان معارضًا لحكم المجلس العسكري، ومتهمًا له بإراقة دماء المتظاهرين. حيث قال في بيان له: كتائب مبارك الذين قتلوا الثوار في موقعة الجمل في زمانه، وهم الذين قتلوا الثوار في أحداث ماسبيرو ومحمد محمود والوزارة ومسرح البالون وبورسعيد، وأخيراً أحداث العباسية. وبعد انقلاب 2013 في مصر، شارك في اعتصام رابعة العدوية.

## مؤلفاته
من مؤلفاته:
- رسالة في الوصية الشرعية
- رسالة (الدعاء) في الدعاء والأذكار الشرعية - طبع دار الريان

ومن تحقيقاته:
- جامع بيان العلم وفضله - طبعة دار ابن الجوزي بالسعودية - طبع عدة مرات في مجلدين - الطبعة الخامسة منه في جمادي الثاني 1422 للهجرة.
- صحيح جامع بيان العلم وفضله - نشرته مكتبة ابن تيمية بالقاهرة في مجلد.
- تنبيه الاعلام على تفسير المشتبهات بين الحلال والحرام للشوكاني - طبع مكتبة ابن تيمية 1416 هـ - عن نسخة خطية محفوظة بمكتبه شيخه حماد الأنصاري.

## اعتقاله
لم تصرح النيابة العامة المصرية عن اعتقال حسن، لكن أفاد المحامي «خالد المصري» على صفحته على الفيسبوك أن حسن ظهر في نيابة أمن الدولة بتاريخ 8 أبريل 2019، وذلك بعد قضائه أسبوع في استقبال سجن طرة. وفي 21 أبريل 2021، قضت الدائرة 5 إرهاب، المنعقدة بطرة، بالسجن المؤبد لـ 6 متهمين، من بينهم الشيخ حسن أبو الأشبال في اتهامهم بتأسيس والانضمام لجماعة إرهابية، في القضية المعروفة بـ"خلية داعش التجمع الأول".